# Каямба, Жоэль
Жоэль Нганду Каямба (фр. Joel Ngandu Kayamba; род. 17 апреля 1992, Киншаса) — конголезский футболист, полузащитник.

## Карьера
Футбольную карьеру начал в 2013 году в составе клуба «Глинско».
В 2018 году стал игроком чешского клуба «Виктория» Пльзень.
В 2022 году перешел в турецкий клуб «Болуспор».
В начале 2024 года подписал контракт с казахстанским клубом «Атырау».

## Карьера в сборной
17 ноября 2020 года дебютировал за сборную Демократической Республики Конго в матче против сборной Анголы (1:0).

## Достижения
«Виктория» Пльзень
- Серебряный призёр чемпионата Чехии (2): 2018/19, 2019/20
- Финалист кубка Чехии: 2020/21

«Атырау»
- Финалист Кубка Казахстана: 2024

## Клубная статистика
| Игровая карьера | Игровая карьера | Игровая карьера | Лига | Лига | Кубок | Кубок | Межд. | Межд. | Др. | Др. |
| --------------- | --------------- | --------------- | ---- | ---- | ----- | ----- | ----- | ----- | --- | --- |
| 2021/22         | Самсунспор      | Б               | 11   | 0    | —     | —     | —     | —     | —   | —   |
| 2022/23         | Болуспор        | Б               | 27   | 3    | —     | —     | —     | —     | —   | —   |
| 2023/24         | Болуспор        | Б               | 14   | 1    | —     | —     | —     | —     | —   | —   |
| 2024            | Атырау          | А               | 21   | 0    | 6     | 0     | —     | —     | —   | —   |